# 奇哈普拉巴塔
奇哈普拉巴塔（Chhaprabhatha），是印度古吉拉特邦Surat县的一个城镇。总人口23411（2001年）。

## 人口
该地2001年总人口23411人，其中男性13433人，女性9978人；0—6岁人口3330人，其中男1760人，女1570人；识字率72.70%，其中男性为77.87%，女性为65.73%。